# Binglingtempel

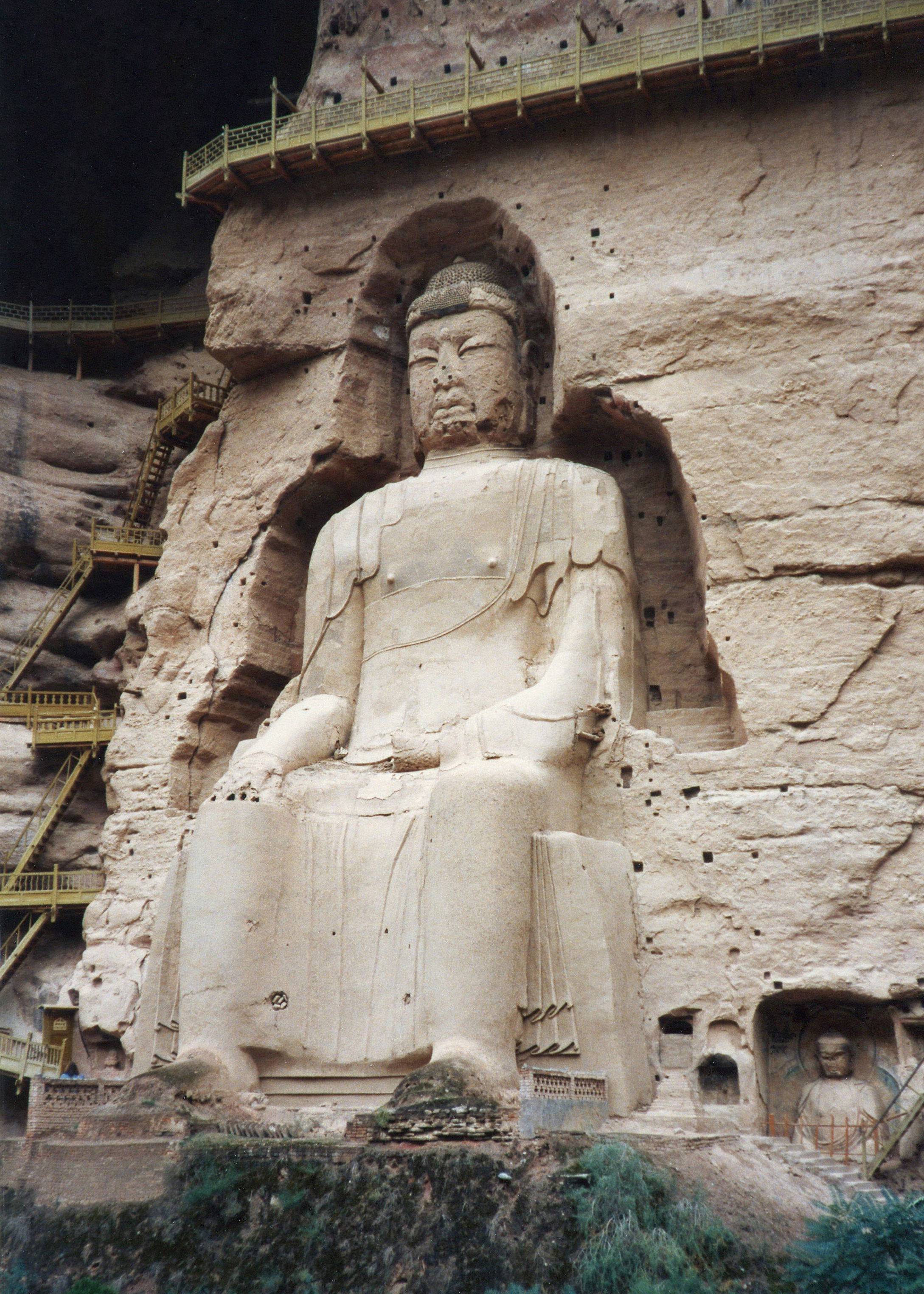
het meer dan 27 meter hoge Boeddhabeeld

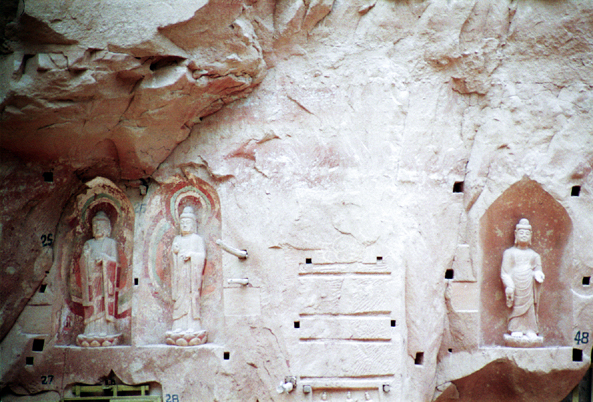
kleinere reliëfbeelden

De Binglingtempel is een reeks grotten gevuld met boeddhistische sculpturen uitgehouwen in natuurlijke grotten en spelonken in een kloof langs de Gele Rivier in de Volksrepubliek China. Het ligt net ten noorden van waar de Gele Rivier uitmondt in het Liujiaxia-stuwmeer. Administratief bevindt de site zich in de Yongjing van de autonome prefectuur Linxia Hui in de provincie Gansu, ongeveer 100 kilometer ten zuidoosten van Lanzhou.
De grotten waren meer dan een millennium een werkplaats. In de eerste grot begon men rond het jaar 420 aan het einde van het koninkrijk van de Westelijke Qin. Het werk ging door en meer grotten werden toegevoegd tijdens de dynastieën Wei, Sui, Tang, Song, Yuan, Ming en Qing. De stijl van elke grot kan gemakkelijk worden verbonden met het typische kunstwerk uit de bijbehorende dynastie. De Binglingtempel is stilistisch en geografisch een middelpunt tussen de monumentale Boeddha's van Bamyan in Afghanistan en de boeddhistische grotten van Midden-China, de Yungang-grotten bij Datong en Longmen-grotten bij Luoyang.
Door de eeuwen heen hebben aardbevingen, erosie en plunderaars veel van de grotten en de daarin aanwezige artistieke schatten beschadigd of vernietigd. In totaal zijn er 183 grotten, 694 stenen beelden en 82 kleisculpturen overgebleven. Het reliëfbeeld en de grotten gevuld met Boeddha's en fresco's liggen over een afstand van ongeveer 200 meter langs de noordkant van de kloof. Elke grot is als een miniatuurtempel gevuld met boeddhistische beelden. Deze grotten culmineren in een grote natuurlijke grot waar houten loopbruggen gevaarlijk de rotswand oplopen naar verborgen grotten aan de klifzijde en naar de gigantische Maitreya-Boeddha die meer dan 27 meter hoog is.